# Unstone
Unstone – wieś w Anglii, w hrabstwie Derbyshire, w dystrykcie North East Derbyshire. Leży 40 km na północ od miasta Derby i 216 km na północny zachód od Londynu.